# 은하수를 아시나요
《은하수를 아시나요》는 대한민국의 SBS에서 제작·방영되었던 드라마이다. 부모가 일찍 세상을 떠난 뒤 밑바닥 인생을 전전할 수밖에 없었던 4남매의 삶을 통해 형제 간의 우애와 갈등, 사랑과 성공을 위해 피눈물나게 노력하는 인고의 과정을 따뜻하게 보여준다.

## 방송 시간
| 방송 채널 | 방송 기간                          | 방송 시간                     |
| --------- | ---------------------------------- | ----------------------------- |
| SBS TV    | 1991년 12월 14일 ~ 1992년 3월 22일 | 매주 토, 일요일 오후 7시      |
| SBS TV    | 1992년 3월 28일 ~ 1992년 4월 26일  | 매주 토, 일요일 오후 8시 50분 |

## 등장 인물
- 김영란 : 윤지선 역
- 길용우 : 장동엽 역
- 김응석 : 윤지호 역
- 연규진 : 문도일 역
- 이덕화 : 윤지운 역
- 최재성 : 윤지명 역
- 황신혜 : 한은지 역
- 서주화 : 채원 역
- 조양자 : 유씨 역
- 문용민
- 박윤배
- 이병철
- 이한나
- 맹상훈
- 선우용녀
- 김해권
- 문회원
- 박영태
- 김희라
- 주리혜 : 조혜자 역

## 참고 사항
- 대부분 출연자들의 엉성한 분장과 극중 배역을 제대로 소화하지 못한 서툰 연기로[1] 비난을 받았다.
- 탤런트 김원희가 1992년 MBC 공채 21기로 데뷔하기 전 해당 작품에 단역으로 출연하기도 했다.[2]
- 서울방송 개국 초창기 드라마로 나름 사치와 허영보다 현실성 있고 소박한 모습을 보이려 노력했던 드라마이며 이덕화vs최재성 권투신은 흡사 그 이전 영화 행복은 성적순이 아니잖아요 에서의 이덕화 vs 김민종 권투신의 재연 같았고 영화배우 주리혜(본명 임선경)가 해당 작품을 통해[3] 드라마 데뷔를 했다.